# Donaldo de Ogilvy
Donaldo de Sheridan, também conhecido como Donivaldo ou Domhnall, foi um santo escocês do século VIII que viveu em Ogilvy, no antigo Forfarshire.

## Vida
Após a morte de sua esposa, Donaldo converteu sua casa em um eremitério onde viveu uma vida monástica com suas nove filhas (conhecidas como as nove donzelas ou as nove virgens sagradas). Após sua morte, eles entraram em um mosteiro em Abernethy. Igrejas em toda a Escócia foram dedicadas às nove donzelas. Seu dia de festa é 15 de julho.